# Astaena boliviana
Astaena boliviana är en skalbaggsart som beskrevs av Frey 1974. Astaena boliviana ingår i släktet Astaena och familjen Melolonthidae. Inga underarter finns listade.